# Орлов, Михаил Яковлевич
Михаил Яковлевич Орлов (1916—1968) — Герой Советского Союза (1946), штурман самолёта «Ли-2» эскадрильи 336-го полка 53-й авиадивизии дальней бомбардировочной авиации (4-й гвардейский бомбардировочный авиационный корпус авиации дальнего действия), капитан.

## Биография
Родился 21 мая 1916 года на хуторе Голубинка, ныне Белокалитвенского района Ростовской области в крестьянской семье. Русский. В раннем детстве вместе с родителями переехал в город Шахты Ростовской области. Там учился в средних школах № 4 и 13. Окончил горный техникум в городе Шахты в 1936 году, работал на шахте имени Петровского. Призван в армию в 1937 году Шахтинским райвоенкоматом. В 1940 году окончил Харьковское военное авиационное училище штурманов.
На фронте Великой Отечественной войны с первого дня войны, службу начинал в Ростове-на-Дону. Воевал штурманом на самолете «Ли-2» в 336-м полку дальней бомбардировочной авиации. Участвовал в Сталинградской битве, в борьбе за господство в воздухе на Кубани и в Крыму, в Чехословакии и Германии. В завершающих операциях штурман авиаэскадрильи Орлов М. Я. выполнял разведку над Берлином, Будапештом и Веной.
Капитан М. Я. Орлов к апрелю 1945 года совершил 475 боевых вылетов на бомбардировку военно-промышленных объектов в тылу врага, транспортировал грузы для передовых частей действующей армии и партизан. Летал Орлов до самого Дня Победы.
После войны продолжал службу в ВВС. С 1955 года майор Орлов — в запасе. Был членом КПСС.
Жил в городе Черновцы. Умер 15 мая 1968 года в городе Черновцы, Украинская ССР.

## Награды
- Герой Советского Союза (15.05.1946).
- Награждён тремя орденами Ленина, орденом Красного Знамени, двумя орденами Красной Звезды, а также медалями.

## Память
- Имя Героя носит улица г. Шахты Ростовской области, на доме где он жил установлена мемориальная доска.